# Sushi (album)
Sushi – trzeci solowy album Kasi Nosowskiej wydany 15 maja 2000 nakładem Universal Music Polska.
Piosenkarka o swojej płycie mówi tak: „Dla mnie piosenki zawarte na Sushi są naturalną konsekwencją wcześniejszych poszukiwań. Uwielbiam nagrywać tzw. solowe płyty, bo nie czuję się do niczego zobowiązana. Mogę sobie pozwolić na swobodne żonglowanie sformułowaniami, czuję, że mogę bez poczucia winy zaprosić do swojego świata bez podlizywania się słuchaczowi, a jedynie pozostawiając mu wolny wybór”. Album zawiera dwanaście piosenek skomponowanych przez Andrzeja Smolika, producenta całości. Współautorami dwóch są Przemysław Momot („Sushi”) i Paweł Krawczyk („Grooby”). Teksty piosenek napisała Kasia Nosowska (z wyjątkiem „Electrified” autorstwa Anthony’ego Neale’a).
W nagraniach uczestniczyli: Paweł Krawczyk (gitara), Przemysław Momot (perkusja) oraz Robert Brylewski (głosy i klawisze), Mikołaj Trzaska (saksofon, klarnet basowy) i Anthony Neale (głos).

## Lista utworów
1. "Keskese" – 4:33
2. "Przebijśnieg" – 4:26
  - W nagraniu wykorzystano sampel z utworu "The Margin '98" amerykańskiego producenta o pseudonimie Photek, zremiksowany przez Doc Scotta (nie wymienione w okładce)[3][4].
3. "Electrified" – 3:45
4. "P.Jer. (popieronyjerak)" – 3:33
5. "Rosz!" – 5:47
6. "Sushi" – 3:56
7. "Nix" – 5:34
8. "WeejteWelVogel" – 5:21
  - W nagraniu wykorzystano sampel znany jako  amen break, pochodzący z utworu "Amen brother" grupy The Winstons.
9. "Tfu" – 4:32
10. "Przez S" – 3:07
11. "Grooby" – 3:31
12. "Keskese (korzeń)" – 4:45